# Vsetínská Bečva
Vsetínská Bečva (tidligere: Horní Bečva; tysk : Obere Betschwa) er en flod i Tjekkiet, en venstre biflod til Bečva. Den har sit udspring i bjergkæden Javorníky i en højde af 910 moh. og løber til Valašské Meziříčí, hvor den løber sammen med Rožnovská Bečva og danner floden Bečva. Den er 59,4 km lang, og dens afvandingsområde er omkring 735 km2, hvoraf 727,5 km² er i Tjekkiet.
Den flyder gennem adskillige byer og landsbyer, herunder Velké Karlovice, Karolinka, Nový Hrozenkov, Halenkov, Huslenky, Hovězí, Janová, Ústí, Vsetín, Jablůnka, Pržno, Bystřička, Jarcočíšvézi og Valaíšvázi .
Dens længste biflod er Senice.